# AOL sessions (álbum)
AOL sessions es un videoálbum compuesto por las grabaciones en vivo hechas por la banda My Chemical Romance en las Sesiones @ AOL. Los videos fueron lanzados en dos grupos en Canadá y en los Estados Unidos, en la tienda en línea iTunes. El álbum contiene seis videos de la banda en vivo, tocando canciones de su tercer disco de estudio The Black Parade. Cabe destacar que el álbum se describe como un «álbum parcial», es decir, una o más pistas no están disponibles para la venta.

## Lista de canciones
1. "Welcome to the Black Parade" (en vivo) – 5:02
2. "Famous last words" (en vivo) – 4:46
3. "I don't love you" (en vivo) – 3:55
4. "Dead!" (en vivo) – 3:08
5. "Cancer" (en vivo) – 2:31
6. "House of wolves" (en vivo) – 2:55

Créditos
- Gerard Way - Voz
- Frank Iero - Guitarra rítmica y voz
- Ray Toro - Guitarra principal y voz
- Bob Bryar - Batería
- Mikey Way - Bajo